# Тэнгэрэк
Тэнгэрэ́к (Тынгыры́к) (бур. Тэнгэрэг) — село в Джидинском районе Республики Бурятия. Входит в сельское поселение «Желтуринское».

## География
Расположено в 30 км юго-западнее районного центра — села Петропавловка. Находится в непосредственной близости северо-восточнее села Желтура на правом берегу реки Желтуры при её впадении в Джиду.

## Население
| 2002 | 2010 |
| ---- | ---- |
| 164  | ↘124 |

## Экономика
Жители села преимущественно занимаются сельским хозяйством.